# Daniel Vašulín
Daniel Vašulín (* 11. června 1998, Hlinsko) je český profesionální fotbalista, který hraje na pozici útočníka za český klub FC Viktoria Plzeň. Je také bývalým českým mládežnickým reprezentantem.

## Klubová kariéra
Svoji fotbalovou kariéru začal v mužstvu FC Hlinsko, odkud v mládeži odešel na přestup do klubu MFK Chrudim.

### MFK Chrudim
Před jarní částí sezony 2016/17 se propracoval do "áčka" Chrudimi v té době hrající třetí ligu. Během tohoto angažmá pracoval i v obchodech, v prvním jako brigádník a ve druhém se sportovním oblečení na poloviční úvazek.

#### Sezóna 2017/18
Svůj první dva ligové góly v ročníku dal až ve 30. kole hraném 2. června 2018 v souboji s týmem TJ Sokol Čížová, když se při vysokém vítězství 8:1 na domácím stadionu trefil v 6. a 48. minutě a zaznamenal tak nejprve branku na 1:0 a později na 5:1. Potřetí v sezoně v lize skóroval ve třetí minutě v následujícím kole na hřišti mužstva FC Písek a společně se svými spoluhráči slavil výhru 2:1 po penaltovém rozstřelu. V ročníku 2017/18 postoupil s Chrudimí z prvního místa tabulky do druhé nejvyšší soutěže. Během roku odehrál celkem 31 ligových střetnutí.

#### Sezóna 2018/19
Svůj první přesný ligový střelecky zásah v ročníku 2018/19 si připsal 22. 7. 2018 v souboji s Viktorií Žižkov, když ve 24. minutě z pokutového kopu srovnával na konečných 1:1. V rozmezí 14. až 17. kola se trefil v lize dohromady čtyřikrát, když si připsal dvě branky v zápase s klubem 1. SK Prostějov (výhra 4:0) a jednou v soubojích s týmy FC Sellier & Bellot Vlašim a FC Zbrojovka Brno při dvou prohrách 1:2. Následně si užil gólovou radost 6. dubna 2019 ve 21. ligové kole proti mužstvu FC MAS Táborsko. Ve 42. minutě otevřel brankový účet utkání, Chrudim i kvůli němu nakonec doma vyhrála v poměru 2:1. Posedmé v sezoně zaznamenal gól v lize 28. dubna 2019 v souboji s Vysočinou Jihlava, když v 90. minutě dával rozhodující střelecký zásah na konečných 4:3. V ročníku nastoupil ke 24 ligovým střetnutím.

#### Sezóna 2019/20
V létě 2019 o něj projevil zájem tehdy ve druhé lize východočeský rival klub FC Hradec Králové, se kterým se však nedohodl na podmínkách smlouvy. Proti Slavoji Vyšehrad (výhra 3:2) docílil v sedmém kole své první branky v lize v ročníku 2019/20, konkrétně se tak stalo v šesté minutě. Podruhé v této sezoně v lize dal gól v souboji s Baníkem Sokolov, když ve 23. minutě zaznamenal jedinou a tudíž vítěznou branku v zápase. Svých dalších dvou přesných ligových střeleckých zásahů ve zmíněné sezoně docílil v 17. kole hraném 7. 3. 2020 proti týmu FK Varnsdorf (výhra 5:2). V rozmezí 22.-24. kola skóroval v lize v tomto ročníku nejprve dvakrát do sítě Jihlavy při vítězství 4:3 na domácím trávníku a jednou v souboji s Prostějovem (remíza 1:1). Následně rozvlnil v lize síť soupeřovy "svatyně" 14. července 2020 proti mužstvu MFK Vítkovice (výhra 3:1), když v 50. minutě srovnával na 1:1. Během roku zaznamenal ve 23 ligových utkání osm gólů, čímž se stal nejlepším střelcem chrudimského klubu v sezoně.

### FC Hradec Králové
V srpnu 2020 již jeho působení v Hradci Králové vyšlo a týmy se domluvily na půlročním hostování s opcí na přestup. Ligový debut v dresu "Votroků si odbyl 26. 8. 2020 v úvodním kole s Vlašimí (výhra 1:0), odehrál celých 90 minut. V ročníku 2020/21 své první ligové branky dosáhnul v souboji s Vysočinou Jihlava: skóroval v osmé minutě a společně se svými spoluhráči slavil po závěrečném hvizdu vítězství 4:3 na venkovní "půdě". Podruhé v lize v této sezoně skóroval až po zranění, kvůli kterému nehrál sedm střetnutí. Stalo se tak 2. 12. 2020 proti Dukle Praha (remíza 1:1), když v 50. minutě zápasu dával na 1:0. V zimním přestupovém období tohoto ročníku jej Hradec získal natrvalo, poté co na něj uplatnil předkupní právo. V 16. a 17. kole docílil celkem pěti branek, dvakrát rozvlnil síť soupeřovy "svatyně" v zápase s Viktorií Žižkov (výhra 4:2) a následně dal v souboji se Slavojem Vyšehrad poprvé v seniorské kategorii hattrick a výraznou měrou se tak podílel na vítězství 4:1. Svůj šestý ligový gól v ročníku 2020/21 si připsal v derby proti svému bývalému zaměstnavateli Chrudimi, prosadil se v 88. minutě a Hradec i díky němu otočili venkovní duel za osm minut ze stavu 0:2 na 3:2. Na jaře 2021 ve 23. kole hraném 8. května 2021 postoupil s Hradcem po výhře 2:1 v odvetném duelu s Duklou Praha z prvního místa tabulky do nejvyšší soutěže, kam se "Votroci" vrátili po čtyřech letech.

### FC Viktoria Plzeň
Vašulín se s Viktorií dohodl v červnu 2024 na tříleté smlouvě.

## Styl hry
Jedná se o hrotového útočníka, trenér Zdenek Frťala ho připodobňuje kvůli jeho výšce, technice, umění podržet balon a dát gól k Liboru Doškovi.

## Klubové statistiky
Aktuální k 24. srpnu 2023
| Sezona    | Klub              | Soutěž       | Zápasy | Góly |
| --------- | ----------------- | ------------ | ------ | ---- |
| 2016/2017 | MFK Chrudim       | ČFL          | 7      | 1    |
| 2017/2018 | MFK Chrudim       | ČFL          | 31     | 3    |
| 2018/2019 | MFK Chrudim       | Fortuna:NL   | 25     | 7    |
| 2019/2020 | MFK Chrudim       | Fortuna:NL   | 23     | 8    |
| 2020/2021 | FC Hradec Králové | Fortuna:NL   | 19     | 8    |
| 2021/2022 | FC Hradec Králové | Fortuna:Liga | 31     | 6    |
| 2022/2023 | FC Hradec Králové | Fortuna:Liga | 27     | 7    |
| 2023/2024 | FC Hradec Králové | Fortuna:Liga |        |      |